# Jakowlew Jak-7
Die Jakowlew Jak-7 (russisch Яковлев Як-7) war ein sowjetisches Jagdflugzeug des Zweiten Weltkrieges. Ursprünglich als zweisitzige Schulversion für die Jak-1 entwickelt, wurde es jedoch aufgrund seiner guten Leistungen als Frontjäger eingesetzt. Insgesamt wurden von ihr in den Jahren 1941 bis 1944 6.399 Stück gebaut.

## Entwicklung
Der Erstflug des Prototyps erfolgte am 23. Juli 1940 unter der Bezeichnung I-26UTI (auch: Ja-7). Das Muster ging sofort als Jak-7UTI in die Produktion und wurde umgehend an die Schulstaffeln ausgeliefert.
Nach dem deutschen Überfall auf die UdSSR wurde beschlossen, dieses Muster zum einsitzigen Jäger umzurüsten. Die hintere Kabine wurde dabei beibehalten; sie wurde lediglich mit einem Blech abgedeckt und diente so als Stauraum für Materialien. Später wurde die Abdeckung durch eine aufklappbare Luke ersetzt und in der hinteren Kabine ein zusätzlicher 100-Liter-Kraftstoffbehälter eingebaut. Ende 1941 ging die einsitzige Jak-7A in die Serienproduktion.
Nach dem Krieg flog die Jak-7 noch kurzzeitig in den Luftstreitkräften Polens und Ungarns.

## Versionen
Die Jak-7 war eine Stahlrohrkonstruktion mit rechteckigem Querschnitt in Tiefdecker-Bauweise. Die Tragflächen besaßen zwei Hauptholme aus Holz und waren mit Sperrholz beplankt. Das Normalleitwerk war freitragend. Die beiden Haupträder des Heckradfahrwerkes wurden in die Tragflächenwurzeln eingefahren.
| Bezeichnung       | Merkmale |
| ----------------- | --- |
| I-26UTI           | Prototyp, wurde parallel zur I-26, dem Prototyp der Jak-1, entwickelt. |
| Jak-7UTI          | Erste, noch als Schuljagdflugzeug ausgerüstete zweisitzige Serienversion. (Startleistung je 563 kW (766 PS)) |
| Jak-7A            | Erste Serienversion als Jagdflugzeug mit einem 772 kW (1050 PS) leistenden WK-105P-Triebwerk und etwas spitzeren Tragflächen ausgerüstet.                                                                           |
| Jak-7B            | Zweite, in den größten Stückzahlen (etwa 5.000 Stück) gebaute Variante als Einsitzer. Die ersten Exemplare erschienen noch mit dem WK-105P-Motor, spätere Flugzeuge erhielten ab Mitte 1942 den stärkeren WK-105PF. |
| Jak-7W            | Letzte, wieder als normale zweisitzige Trainerversion erschienene Serie. Sie konnte wahlweise mit Skiern ausgerüstet werden und wurde ab Juli 1941 in einer Stückzahl von etwa 1.500 gebaut.                        |
| Jak-7D            | Mit Metallholmen und größeren Tanks ausgestattete Ausführung. Nicht in Serie gebaut. |
| Jak-7-M-82        | Prototyp mit einem Sternmotor M-82 von 1941. |
| Jak-7T            | Versuchsausführung zur Panzerbekämpfung. Es wurden zwei Stück mit jeweils einer 37-mm-Kanone oder einer 45-mm-Kanone in der Propellernabe gebaut.                                                                   |
| Jak-7K Kurierskij | Prototyp aus dem Jahr 1944 mit einer komfortabler umgebauten hinteren Kabine zur Beförderung von Stabsoffizieren.                                                                                                   |
| Jak-7PWRD         | Versuchsträger von 1945 mit zwei zusätzlichen Staustrahltriebwerken unter den Tragflächen. Ähnliche Versuche waren schon mit der I-153 durchgeführt worden.                                                         |

## Militärische Nutzer
- Bulgarien: 3 Jak-7W
- Frankreich

Freie Französische Luftwaffe: Jagdgeschwader „Normandie-Njemen“
- Jugoslawien

Volksbefreiungsarmee: 2 Jak-7W
- Mongolei: einige als Trainer
- Polen:

Lotnictwo Wojska Polskiego (sowjetisch kontrollierte Polnische Luftstreitkräfte)
- Sowjetunion

Luftstreitkräfte der Sowjetunion
- Ungarn: 1 Jak-7W

## Technische Daten
| Kenngröße             | Daten (Jak-7B)                                                                                   |
| --------------------- | ------------------------------------------------------------------------------------------------ |
| Konstrukteur          | Alexander Sergejewitsch Jakowlew                                                                 |
| Besatzung             | 1                                                                                                |
| Länge                 | 8,47 m                                                                                           |
| Spannweite            | 10,00 m                                                                                          |
| Höhe                  | 3,64 m                                                                                           |
| Flügelfläche          | 17,15 m²                                                                                         |
| Flügelstreckung       | 5,8                                                                                              |
| Leermasse             | 2.480 kg                                                                                         |
| Startmasse            | 3.010 kg                                                                                         |
| Triebwerk             | ein 12-Zylinder-V-Motor Klimow WK-105P                                                           |
| Leistung              | 785 kW (1.067 PS)                                                                                |
| Höchstgeschwindigkeit | 613 km/h in 3.200 m Höhe                                                                         |
| Gipfelhöhe            | 10.200 m                                                                                         |
| Steigzeit             | auf 5.000 m 5,8 min                                                                              |
| Reichweite            | 830 km                                                                                           |

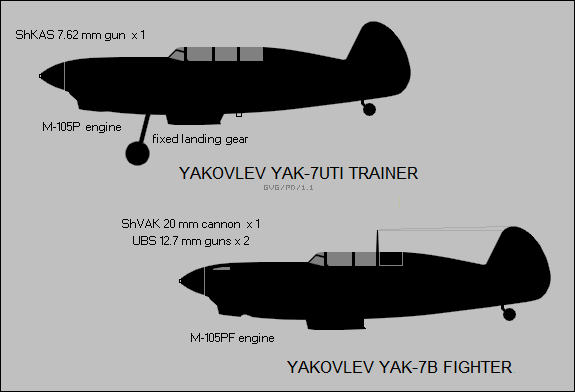
Seitenansichten von Jak7UTI und Jak-7B

| Bewaffnung            | eine 20-mm-Kanone SchWAK in der Propellernabe zwei synchronisierte 12,7-mm-MG UBS über dem Motor |